# Systaria scapigera
Espèce
Systaria scapigera est une espèce d'araignées aranéomorphes de la famille des Miturgidae.

## Distribution
Cette espèce est endémique de Nouvelle-Guinée occidentale en Indonésie. Elle se rencontre entre 300 et 900 m d'altitude dans les monts Wondiwoi.

## Description
La femelle holotype mesure 10,92 mm.

## Publication originale
- Dankittipakul & Singtripop, 2011 : Seven new species of Systaria Simon, 1897 from southeast Asia (Araneae, Clubionidae, Systariinae). Zootaxa, no 2905, p. 16-32.